# Hourglass (Computerspiel)
Hourglass ist ein Computerspiel, das vom deutschen Spieleentwickler Cyberwave entwickelt und 2021 für Personal Computer mit dem Betriebssystem Microsoft Windows veröffentlicht wurde. Der Spieler muss in diesem Adventure mithilfe eines Zeit-Klons von sich selbst Rätsel lösen. Das Spiel ähnelt den Spielen Portal, The Witness und The Talos Principle.

## Handlung
Die Spieler schlüpfen in die Rolle von Aywa, welche nach Ägypten reist, um ihren verschollenen Vater und Archäologen Arthur McConnor zu finden. Sie kann die Spuren ihres Vaters zu einem Portal namens „Great Gate“ zurückverfolgen, für dessen Öffnung sie drei Siegel finden muss.

## Spielprinzip
Das Puzzle-Adventure wird in der First-Person-Perspektive gespielt und bietet Rätsel. Um die Rätsel zu lösen, muss der Spieler seine Handlungen aufzeichnen und durch eine Kopie wiederholen lassen. Dies ermöglicht es dem Spieler, mit sich selbst zu interagieren.

## Entwicklung
Das Spiel wurde erstmals am 4. Juli 2019 über Twitter angekündigt. Am 2. August 2019 wurde angekündigt, dass das Spiel am 7. August eine Kickstarter-Kampagne erhalten wird. Die Kampagne setzte sich ein Ziel von 37.800 €. Zum Ende der Kampagne erhielt das Projekt 41.500 € von 810 Unterstützern. Das geplante Veröffentlichungsdatum sollte im November 2020 sein. Aufgrund mehrerer Verzögerungen während der Entwicklung wurde das Veröffentlichungsdatum auf das Jahr 2021 verschoben. Das Spiel wurde in der endgültigen Version am 22. Oktober 2021 auf Steam veröffentlicht.

## Rezeption
Das Online-Magazin The Xbox Hub stellte heraus, dass die Geschichte des Spiels hauptsächlich durch bildliche Darstellung und weniger durch textliche Erläuterungen erzählt werde. Diese Erzählmethode sei sehr effizient. Das Spiel, das sich deutlich an Valves Portal sowie an The Turing Test orientiere, wirke oberflächlich betrachtet zunächst wie ein Open-World-Spiel, biete tatsächlich aber weitgehend linear zu bereisende, levelartige Spielabschnitte. Die Rätsel erinnerten mit Ausnahme derjenigen, die auf der Kopie-Mechanik fußen, an die spielerischen Vorbilder. In Summe sei das Spiel für Fans des Genres empfehlenswert.